# Croix de carrefour de Rupt-sur-Saône
La croix de carrefour de Rupt-sur-Saône est une croix située à Rupt-sur-Saône, en France.

## Localisation
La croix est située sur la commune de Rupt-sur-Saône, dans le département français de la Haute-Saône.

## Historique
L'édifice est inscrit au titre des monuments historiques en 1986.